# Berkenbrück
Berkenbrück é um município da Alemanha, situado no distrito de Oder-Spree, no estado de Brandemburgo. Tem 17,71 km² de área, e sua população em 2019 foi estimada em 1.016 habitantes.